# Bistum Calahorra y La Calzada-Logroño
Das Bistum Calahorra y La Calzada-Logroño (lat.: Dioecesis Calaguritanus et Calceatensis-Lucroniensis) ist eine in Spanien gelegene römisch-katholische Diözese mit Sitz in Calahorra.

## Geschichte
Das Bistum Calahorra y La Calzada-Logroño wurde im 5. Jahrhundert als Bistum Calahorra errichtet und dem Erzbistum Tarragona als Suffraganbistum unterstellt. Erstmals sicher bezeugt ist es knapp nach 450, als Bischof Silvanus eine Auseinandersetzung mit dem Metropoliten von Tarragona hatte. In der westgotischen Ära beteiligten sich Bischöfe von Calahorra an diversen Reichssynoden. Um 714 besetzten dann die Mauren Calahorra, für dessen Diözese für das 8. Jahrhundert keine Namen von Bischöfen überliefert sind. Kurz nach 800 tauchen dann wieder Anzeichen auf Bischöfe von Calahorra auf, die damals Zuflucht in Oviedo gefunden hatten. Nach der christlichen Rückeroberung der nordspanischen Stadt Nájera durch König Ordoño II. (923) erhoben einige der dort neu etablierten Bischöfe darauf Anspruch, die Nachfolger in der Diözese Calahorra zu sein. Sie amtierten auch dann noch in Nájera, als König García III. von Navarra Calahorra 1045 wieder unter christliche Oberhoheit gebracht hatte.
Als König Alfons VI. von Kastilien-León in der zweiten Hälfte des 11. und am Beginn des 12. Jahrhunderts an der Regierung war, stieg  das Bistum Calahorra zu einem der gebietsmäßig größten und finanziell wohlhabendsten Diözesen Spaniens auf; ihm wurde etwa 1093 das ehemalige Territorium von Armentia zugeschlagen. Weil Nájera zentraler als Calahorra gelegen war, nahmen die Bischöfe dort bis zum ausgehenden 12. Jahrhundert ihren Sitz, den sie daraufhin nach Santo Domingo de la Calzada verlegten. In der Folge kam es zu Disputen zwischen den Kanonikern von Calahorra und jenen von La Calzada. Ein daraus resultierendes Schisma innerhalb des Bistums konnte 1221 beendet werden. Seit 1235 hieß das Bistum Calahorra y La Calzada, 1318 wurde es von Papst Johannes XXII. dem neuen Erzbistum Saragossa als Suffraganbistum unterstellt.
1574 wurde das Bistum Calahorra y La Calzada dem Erzbistum Burgos unterstellt. Am 8. September 1861 gab es Teile seines Territoriums zur Gründung des Bistums Vitoria ab. Eine weitere Gebietsabtretung erfolgte am 2. November 1949 zur Gründung des Bistums Bilbao. Das Bistum Calahorra y La Calzada wurde am 11. August 1956 dem Erzbistum Pamplona y Tudela als Suffraganbistum unterstellt. Am 9. März 1959 wurde es in Bistum Calahorra y La Calzada-Logroño umbenannt.